# ميخائيل هاريسون
ميخائيل هاريسون (25 أغسطس 1978 في المملكة المتحدة - ) (بالإنجليزية: Michael Harrison)‏ هو لاعب كريكت بريطاني. لعب مع Sussex Cricket Board ‏.